# Bertula restricta
Bertula restricta là một loài bướm đêm trong họ Erebidae.